# 舒辛
舒辛（约公元前2037年—约公元前2029年在位）（英語：Shu-Sin，?—?）乌尔国王。他新建西牆（或作烏爾長城）以阻擋阿摩利人入侵，从东边底格里斯河向西部幼发拉底河，绵延170英里。他在用阿卡德语写成的史诗中有所反映。 
顯然，西牆在此後的防禦中沒有起到作用，阿摩利人最終還是進入了蘇美，與埃蘭一同導致了烏爾的毀滅。